# Włodzimierz Wiertek
Włodzimierz Ludwik Wiertek (ur. 26 października 1948 w Topoli) – polski polityk i samorządowiec, rolnik, poseł na Sejm PRL i RP IX, X i I kadencji.

## Życiorys
Ukończył w 1968 technikum mechaniczne w Krakowie. Pracował w Państwowym Ośrodku Maszynowym w Topoli jako instruktor mechanizacji rolnictwa i kierownik kontroli jakości. W 1981 zaczął prowadzić indywidualne gospodarstwo rolne. W latach 1985–1993 pełnił funkcję posła IX, X oraz I kadencji (w 1993 bez powodzenia ubiegał się o reelekcję). Należał do Zjednoczonego Stronnictwa Ludowego i Polskiego Stronnictwa Ludowego „Odrodzenie”, od 1990 działał w Polskim Stronnictwie Ludowym. Przez kilka kadencji był radnym miasta i gminy Skalbmierz, po wyborach w 2006 został wybrany na stanowisko przewodniczącego rady. W 2010 uzyskał reelekcję z ramienia lokalnego komitetu wyborczego. W 2011 był niezależnym kandydatem do Senatu (zajął ostatnie, 7. miejsce w okręgu nr 81). W 2014 został wybrany do rady powiatu kazimierskiego (z ramienia lokalnego komitetu). W 2018 nie uzyskał reelekcji. W 2024 kolejny raz został kandydatem na radnego powiatu.

## Odznaczenia
Odznaczony Srebrnym Krzyżem Zasługi (1987).